# Frane Pucić
Frane Pucić O.P. (tal. Francesco Pozzo, de Pozza, de Puteo; Dubrovnik, oko 1464. – Dubrovnik, 29. listopada 1532.) bio je prelat Katoličke Crkve koji je služio kao biskup trebinjsko-mrkanski od 1528. do 1532.

## Životopis
Rođen je oko 1464. u poznatoj dubrovačkoj plemićkoj obitelji. Otac mu se zvao Dominik. Krsno ime mu je bilo Pavao. Ušao je u dominikanski red 1486. godine. Dana 26. srpnja 1488. godine poslan je na studij teologije u Napulj za Grčku provinciju reda. Kako Grčka provincija u tom vremenu nije imala svojih studenata koji su se imali pravo upisati, svoja je mjesta prepustila Dalmatinskoj provinciji. Tamo je i doktorirao te se zatim vratio u Dubrovnik. U razdoblju od 1499. do 1518. godine bio je više puta prior samostana sv. Dominika u Dubrovniku i Gružu. Godine 1507. obavljao službu generalnoga vikara Dubrovačke kongregacije.
Dana 20. svibnja 1527. Senat Dubrovačke Republike predlaže ga za nasljednika Augustina Nalješkovića, na vodstvu Trebinjsko-mrkanske biskupije. Papa Klement VII. ga je, 28. veljače 1528., potvrdio za trebinjsko-mrkanskog biskupa. Kako je dubrovački nadbiskup u to vrijeme bio odsutan, a nije mogao pronaći ni dvojicu drugih biskupa suposvetitelja, papa mu je 10. ožujka 1528. dopustio da njegovo posvećenje može obaviti samo jedan biskup i dva benediktinska opata. Za biskupa je posvećen 1530. godine, a posvetu su obavili korčulansko-stonski biskup Nicolò Niconisi i arhiđakon dubrovačkoga kanoničkog zbora.
Serafin Marija Crijević ističe njegovo izvrsno poznavanje filozofije i teologije te govorničku nadarenost i razboritost u upravljanju. Umro je 29. listopada 1532. te je pokopan u crkvi sv. Dominika u Dubrovniku.

### Knjige
- Krasić, Stjepan. 2023. Dubrovački dominikanci i Trebinjsko-mrkanska biskupija.   Puljić, Ivica; Marić, Marinko (ur.). Trebinjsko-mrkanska biskupija: Zbornik radova povodom obilježavanja 1000. obljetnice prvoga pisanog spomena Trebinjske biskupije i 700. obljetnice prvoga pisanog spomena Mrkanske biskupije. Trebinjsko-mrkanska biskupija. Mostar. str. 437–469
- Perić, Ratko. 2020. Kronotaksa trebinjsko-mrkanskih biskupa s nekim prijepornim pitanjima.   Krešić, Milenko (ur.). Trebinjsko-mrkanska biskupija za vrijeme posljednjeg biskupa ordinarija Nikole Ferića (1792.-1819.) i nakon njega. Teološko-katehetski institut u Mostaru. Mostar. str. 9–33

### Mrežna sjedišta
- Bishop Francesco Pozzo, O.P. †. catholic-hierarchy.org (engleski). Pristupljeno 21. rujna 2022.
- Pucić. www.enciklopedija.hr. Pristupljeno 21. rujna 2022.

| Titule u Katoličkoj Crkvi       | Titule u Katoličkoj Crkvi              | Titule u Katoličkoj Crkvi |
| ------------------------------- | -------------------------------------- | ------------------------- |
| prethodnik Augustin Nalješković | Biskup trebinjsko-mrkanski 1528.–1532. | nasljednik Toma Crijević  |